# Đào Cam Mộc
Đào Cam Mộc (tiếng Trung: 陶甘沐; ? – 1015) là quan viên nhà Tiền Lê và đại thần nhà Lý trong lịch sử Việt Nam, được vua Lý phong đến tước Tín Nghĩa hầu, tước cao nhất cho các quan lại khai triều không thuộc dòng dõi hoàng tộc thời nhà Lý.

## Thân thế
Không rõ quê quán của Đào Cam Mộc. Năm 2007, trong bài viết Thái sư Á vương Đào Cam Mộc của Lê Thành Hiểu đăng trên Thăng Long - Hà Nội văn hiến (số 43, xuất bản tháng sáu năm 2007) ghi ông quê ở Ái Châu, cụ thể là làng Lang Thôn, xã Định Tiến, huyện Yên Định, tỉnh Thanh Hoá ngày nay. Tuy nhiên, tính xác thực của thông tin này bị nghi ngờ, do không hề tồn tại dấu tích gì về ông tại địa phương kể trên.
Căn cứ Tự phả chùa Đông Hải (Ninh Bình) viết vào thế kỷ XVI (chép lại vào thế kỷ XIX) thì Đào Cam Mộc từ nhỏ đã tu hành và lớn lên ở chùa Đông Hải (xã Khánh Phú, huyện Yên Khánh, tỉnh Ninh Bình).

## Hành trạng
Năm 1005, Lê Long Đĩnh giết vua anh là Lê Trung Tông để lên ngôi. Năm 1009, vua Lê Long Đĩnh băng hà, con trưởng Lê Cao Sạ vẫn còn ít tuổi, các hoàng thân lại có mưu đồ riêng. Đào Cam Mộc đang giữ chức Chi hậu là một chức quan nhỏ, bèn ngầm liên kết với sư Vạn Hạnh và mấy đại thần khác chờ cơ hội tôn quan Thân vệ Lý Công Uẩn lên thay.
Lý Thái Tổ lên làm vua, khai sáng nên cơ nghiệp nhà Lý, đã phong cho Đào Cam Mộc làm Nghĩa Tín hầu và gả con gái là An Quốc công chúa. Theo Thần phả làng Vũ Bị (viết vào thế kỷ XVI) thì Đào Cam Mộc tham gia khảo sát việc dời đô, đi qua Vũ Bị (xã Vũ Bản, huyện Bình Lục, tỉnh Hà Nam), thấy đây là đất lành. Sau khi Lý Thái Tổ dời đô ra Thăng Long, Đào Cam Mộc đón công chúa về Vũ Bị mở trang viên.
Tháng Giêng năm Ất Mão (1015), Đào Cam Mộc mất, Lý Thái Tổ truy tặng ông là Thái sư, tước Á vương.

## Thờ phụng
Hiện nay trong nhà Võ chỉ, ở bên trái đền Lý Bát Đế (Từ Sơn - Bắc Ninh) có đặt tượng thờ ba vị đại quan đã có công lớn giúp nhà Lý, đó là: Đào Cam Mộc, Lê Phụng Hiểu và Lý Thường Kiệt.
Huyện Yên Định tuyên bố trong huyện có ba nơi thờ phụng Đào Cam Mộc, nhưng cả ba nơi đều bị tàn phá sau chiến tranh, không thể tìm được thông tin cụ thể. Một trong số đó là chùa Hưng Phúc thực tế chỉ được xây dựng từ thế kỷ XVII, cách niên đại của Đào Cam Mộc rất xa. Trước đó, nhà nghiên cứu Nguyễn Vinh Phúc đã đưa ra quan điểm không tồn tại dấu tích của Đào Cam Mộc trên đất Thanh Hóa.

## Trong văn học
Trong một số tiểu thuyết như Thầy tăng mở nước của Nguyễn Quỳnh, Đào Cam Mộc được miêu tả là quan lớn dưới hai triều Đinh, Tiền Lê, cũng là bậc trưởng bối, lớn hơn Lý Công Uẩn một thế hệ. Điều này có khả năng mâu thuẫn với lịch sử khi Đào Cam Mộc cưới con gái của Lý Công Uẩn.

## Trong văn hoá đại chúng
| Năm  | Tác phẩm                                | Diễn viên        |
| 2011 | Huyền sử thiên đô                       | Nguyễn Văn Thắng |
| TBA  | Lý Công Uẩn: Đường tới thành Thăng Long | Nguyễn Kim Hoàn  |